# Pseudochirella tanakai
Pseudochirella tanakai är en kräftdjursart som beskrevs av Markhaseva 1989. Pseudochirella tanakai ingår i släktet Pseudochirella och familjen Aetideidae. Inga underarter finns listade i Catalogue of Life.